# فيليب بارث
فيليب بارث هو متسابق يخت ألماني، ولد في 10 مارس 1976.

## وصلات خارجية
- فيليب بارث على موقع الاتحاد الدولي للملاحة الشراعية (موقع جديد) (الإنجليزية)
- فيليب بارث على موقع الاتحاد الدولي للملاحة الشراعية (موقع قديم) (الإنجليزية)
- فيليب بارث على موقع اللجنة الأولمبية الدولية (الإنجليزية)
- فيليب بارث على موقع أوليمبيديا (الإنجليزية)